# Белоликов, Антонин Николаевич
Антонин Николаевич Белоликов (17 июля 1912, Красный Холм, Тверская губерния — 27 января 2000, Санкт-Петербург) — советский горный инженер-маркшейдер, доктор технических наук, профессор, заведующий кафедрой прикладной геодезии Ленинградского горного института (1975—1984). Автор ряда научных работ и учебников в области высшей геодезии и маркшейдерии. 

## Биография
Родился 17 июля 1912 года в городе Красный Холм Тверской губернии в семье преподавателя Краснохолмского духовного училища Николая Захаровича Белоликова. Является племянником епископа Пимена (Белоликова) и Василия Захаровича Белоликова.
В 1927—1931 годах обучался в Ленинградском топографическом техникуме. В 1931—1933 годах работал в Уральском геодезическом управлении, выполняя топографические съемки, в 1933—1935 годах был начальником топографической партии в составе Уральского аэрогеодезического предприятия.
В 1935—1941 годах обучался в Ленинградском горном институте по маркшейдерской специальности. По окончании института был командирован в Ленметрострой и работал там в должности главного маркшейдера до 1945 года. Во время Великой Отечественной войны был главным маркшейдером военно-восстановительного тоннельно-ремонтного завода № 1 Ленметростроя. 28 апреля 1943 года получил травму глаза с полной потерей зрения на этот глаз, что вынудило его отказаться от производственной деятельности.
В 1944 году начал работу на кафедре геодезии Ленинградского горного института в качестве ассистента, в 1950 году защитил кандидатскую диссертацию, в 1953 году был утверждён в звании доцента.
В 1957—1958 годах по совместительству выполнял обязанности заведующего кафедрой геодезии и маркшейдерского дела в Криворожском горнорудном институте.
В 1973 году защитил докторскую диссертацию на тему «Вопросы обработки маркшейдерских подземных плановых опорных сетей», в 1976 году был утверждён в звании профессора.
С 1975 по 1984 годы возглавлял кафедру прикладной геодезии Ленинградского горного института. Помимо педагогической работы, кафедра осуществляла научные исследования деформационных явлений на различных объектах и предприятиях, таких как: фабрика имени В. Слуцкой, Балтийский завод, объединение «Апатит», Ленинградский речной порт.
В 1984 году вышел на пенсию, до 1987 года работал в должности профессора-консультанта.
Вёл курсы «Геодезия», «Маркшейдерское дело», «Высшая геодезия», «Топографическое черчение».

## Научные и учебные труды
- Статья «Графический способ предрасчёта погрешностей маркшейдерско-геодезических полигонов» (1950);
- Статья «К вопросу об определении средней ошибки измерения углов в руднике» (1952);
- Статья «Уравнивание ориентировки через два вертикальных шахтных ствола по способу наименьших квадратов» (1952);
- Статья «Определение смещений точек на оползнях дифференциальным методом» (1954, в соавторстве с Н. Г. Келлем);
- Учебник «Маркшейдерское дело», глава «Анализ и уравнивание подземных теодолитных и нивелирных полигонов» (1958, 1970);
- Участвовал в составлении «Технической инструкции по производству маркшейдерских работ» (1959, 1971)
- Участвовал в составлении «Инструкции по производству топографо-геодезических работ при геологической съёмке и разведке» (1964);
- Статья «Оценка точности определения пунктов в системах полигонометрических и теодолитных ходов» (1969);
- Статья «Уравнивание маркшейдерских подземных опорных сетей» (1969);
- Соавтор «Практического руководства по построению подземных маркшейдерских опорных сетей» (1970);
- Соавтор учебника «Высшая геодезия» (1970, 1989);
- Соавтор «Справочника по маркшейдерскому делу» (1973, 1979)[5].